# Behnam Mahmoudi
Behnam Mahmoudi (in persiano بهنام محمودی‎; Mianeh, 25 aprile 1980) è un ex pallavolista iraniano, nel ruolo di opposto.

## Palmarès

### Club
- Campionato iraniano: 4

1996-97, 1997-98, 1998-99, 1999-00
- Coppa AVC per club: 1

2002

### Nazionale (competizioni minori)
- Giochi asiatici 2002
- Giochi della solidarietà islamica 2005

### Premi individuali
- 1999 - Campionato Asiatico: MVP
- 2000 - Coppa AVC per club: Miglior realizzatore
- 2001 - Coppa AVC per club: Miglior servizio
- 2002 - Coppa AVC per club: MVP
- 2004 - Qualificazioni mondiali ai Giochi della XXVIII Olimpiade: Miglior servizio